# Korolewskie 2
Korolewskie 2 (biał. Каралеўскія 1; ros. Королевские 1) – dawna wieś. Tereny na których leżała znajdują się obecnie na Białorusi, w obwodzie witebskim, w rejonie miorskim, w sielsowiecie Jazno.
Dawniej używane nazwy – Korolewskie I, Karolewskie I, Królewskie I.

## Historia
W czasach zaborów w gminie Jazno, w powiecie dzisieńskim, w guberni wileńskiej Imperium Rosyjskiego.
W latach 1921–1945 wieś leżała w Polsce, w województwie wileńskim, w powiecie dziśnieńskim, w gminie Jazno.
Według Powszechnego Spisu Ludności z 1921 roku wsie Korolewskie I i II zostały spisane łącznie. Zamieszkiwało tu 35 osób, 1 była wyznania rzymskokatolickiego a 34 prawosławnego. Jednocześnie 15 mieszkańców zadeklarowało polską a 20 białoruską przynależność narodową. Było tu 6 budynków mieszkalnych. W 1931 Korolewskie I w 2 domach zamieszkiwało 12 osób.
Wierni należeli do parafii rzymskokatolickiej i prawosławnej w Jaźnie. Miejscowość podlegała pod Sąd Grodzki w Dziśnie i Okręgowy w Wilnie; właściwy urząd pocztowy mieścił się w Jaźnie.